# Medviđa
Medviđa – wieś w Chorwacji, w żupanii zadarskiej, w mieście Benkovac. W 2011 roku liczyła 140 mieszkańców.